# Иностранный принц
Иностранный принц (prince étranger) — так при старом режиме именовались во Франции проживавшие в стране представители правящих домов европейских стран. В придворной табели о рангах они занимали место ниже принцев крови (то есть семейства короля Франции), но выше подданных короля — пэров Франции.
Типичный «иностранный принц» во Франции — Лодовико Гонзага: всю жизнь провёл на французской службе, но, несмотря на происхождение от византийских Палеологов и великих династий ренессансной Италии, был даже не пэром Франции, а обычным бароном. Для обозначения таких, как он, при дворе возникло понятие «иностранного принца».

## Четыре суверенных дома
Как сообщает отец Ансельм, Генрих III, последний король из династии Валуа, в 1581 году официально признавал существование во Франции четырёх «суверенных домов», помимо королевского дома Капета:
| Герб | Династия | Период  |
| ---- | --- | ------- |
|      | Первое место среди всех иностранных принцев признавалось за Гизами и другими представителями Лотарингского дома, которые в эпоху Религиозных войн возглавляли Католическую лигу и по степени влияния на политические дела не уступали никому из принцев крови. К этому роду принадлежала и сама королева Луиза Лотарингская. | до 1789 |
|      | Савойский дом, связанный с французскими монархами узами тесного родства, представлял при луврском дворе Жак Савойский, герцог де Немур, и его потомство. В середине XVII века во Франции осела другая младшая ветвь Савойского дома — принцы Кариньянские и графы Суассонские. Евгений Савойский и его родственники были вынуждены оставить версальский двор после «дела о ядах»; впоследствии представители этого рода унаследовали сардинский престол. | до 1683 |
|      | Достоинство иностранных принцев исстари признавалось во Франции за членами Клевского владетельного дома, французские имения которых включали в себя Невер и Ретель. Последняя принцесса из этого рода вышла замуж за мантуанца Лодовико Гонзага, и их потомки унаследовали достоинство иностранных принцев. В знак особой королевской милости Лодовико был первым пожалован новоучреждённым орденом Святого Духа. Между его семьёй, герцогами Неверскими, и герцогами Немурскими из Савойского дома существовало негласное соперничество. По итогам Войны за мантуанское наследство потомки Лодовико вступили на дедовский престол Мантуи и покинули Францию.                                                           | до 1632 |
|      | Одним из «суверенных домов» Франции традиционно признавался Люксембургский, который вёл происхождение от коннетабля Сен-Поля и его младшего брата. Львиная доля обширных феодальных владений Люксембургов перешла в 1487 году благодаря браку его внучки и наследницы, Марии Люксембургской, к Бурбонам. При последних Валуа представители этого рода вновь сосредоточили в своих руках несколько титулов графских, герцогских (Пентьевр, Люксембург-Пине) и княжеских (Тингри, Мартиг). В отличие от других домов, Люксембурги не владели суверенными территориями и основывали свои права на том, что в прошлом представители их рода правили Священной Римской империей. Последний из Люксембургов умер в 1616 году. | до 1616 |

Таким образом, к середине XVII века из древних суверенных домов, помимо Капетингов, во Франции остались только Гизы (Лотарингского дома) и Кариньяны (Савойского дома), а к концу XVII века — одни только Гизы.

## Приграничные княжества
Употребление титула принца (князя) между французскими баронами было довольно беспорядочным, но в некоторых случаях король прямо признавал суверенный статус княжеств, расположенных по границам французских земель. Так, ещё в XV веке французская корона признала иностранными принцами князей Монако (из рода Гримальди) и принцев Оранских (из Иврейского дома). Позднее из политических соображений признавались суверенными князья приграничных Невшателя (Лонгвили) и Седана (Латуры).
Эти прецеденты вдохновляли французских вельмож на то, чтобы отстаивать достоинство иностранных принцев. Некоторые из них, чтобы получить преимущество над пэрами Франции, объявляли себя наследниками иностранных корон, будь то наваррской (Роганы) или неаполитанской (Ла Тремуйль). Другие добивались княжеского титула от императора Священной Римской империи и затем пытались получить его признание от французской короны (принцы Шиме из рода Круа).